# Stephen Zack
Stephen „Steve” Zack (ur. 10 grudnia 1992 w New Cumberland) – amerykański koszykarz, występujący na pozycji środkowego, obecnie zawodnik Hapoelu Beer Szewa.
W 2015 roku rozegrał 5 spotkania w barwach Philadelphia 76ers, podczas letniej ligi NBA.
11 sierpnia 2017 został zawodnikiem Trefla Sopot. 30 lipca 2018 podpisał umowę z łotewskim VEF-em Ryga. 4 sierpnia 2019 dołączył do izraelskiego Hapoelu Beer Szewa.

## Osiągnięcia
Stan na 6 grudnia 2019, na podstawie, o ile nie zaznaczono inaczej.
NCAA
- Uczestnik rozgrywek Sweet Sixteen turnieju NCAA (2013)
- Zaliczony do I składu defensywnego Atlantic 10 (2014)
- Lider Atlantic 10 w zbiórkach (2014)[6]

Drużynowe
- Mistrz:
  - Bułgarii (2017)
  - Łotwy (2019)
- Wicemistrz ligi łotewsko-estońskiej (2019)
- Finalista pucharu Bułgarii (2017)

Indywidualne
- Lider Ligi Bałtyckiej w zbiórkach (2016)
- MVP 4. kolejki fazy II pucharu FIBA Europa (2017)